# Orthosia limbata
Orthosia limbata är en fjärilsart som beskrevs av Butler 1879. Arten ingår i släktet Orthosia och familjen nattflyn. Den förekommer i Korea, Japan, Kina, Taiwan och Nepal. Dess vingspann mäter ungefär 38 mm.

## Bildgalleri

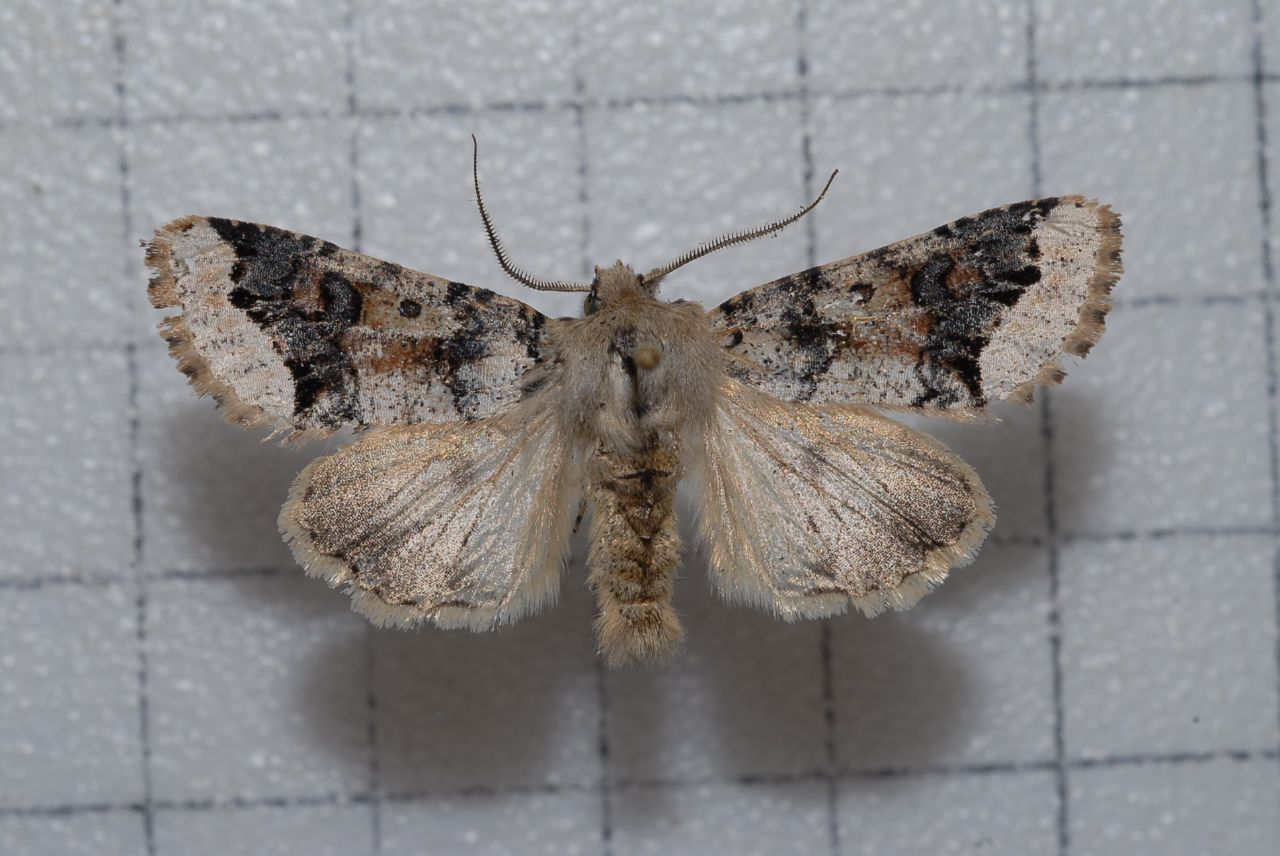
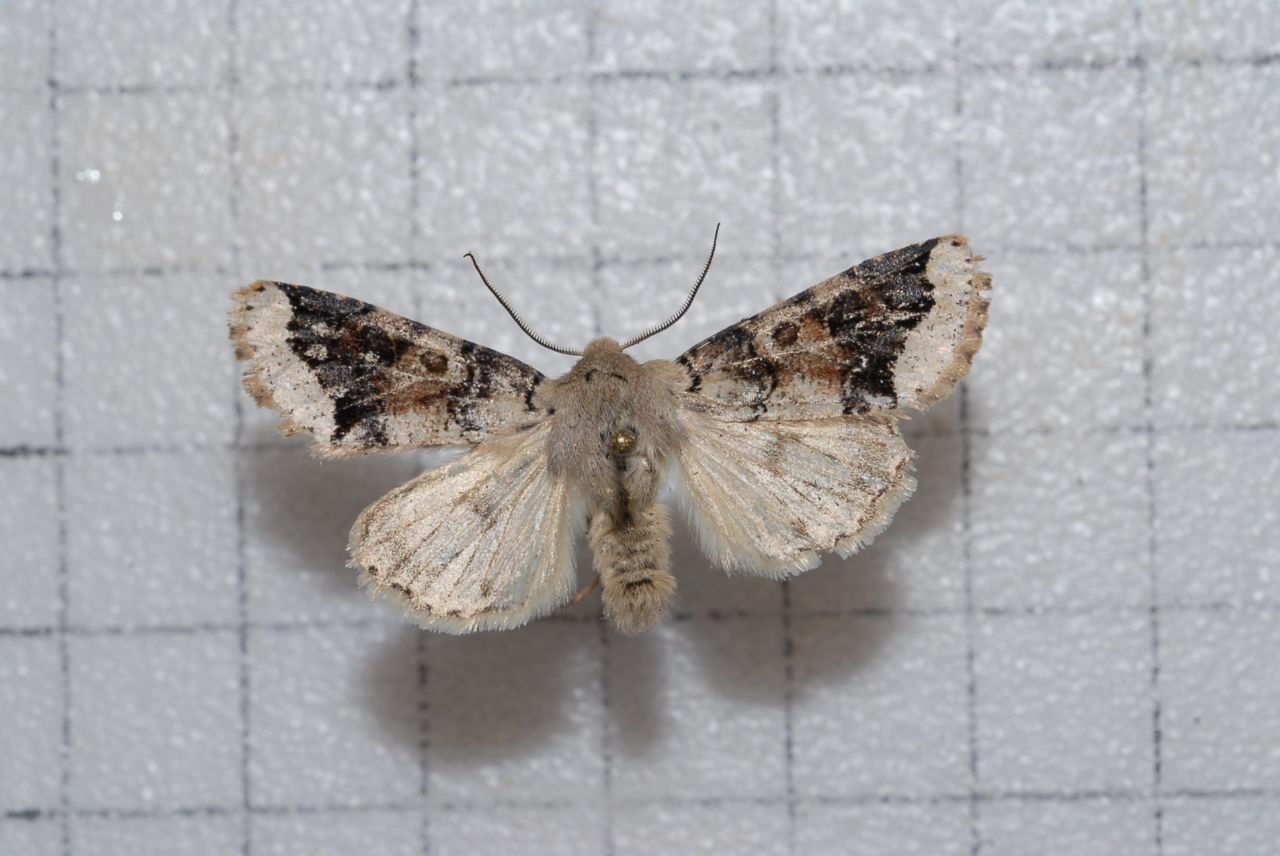
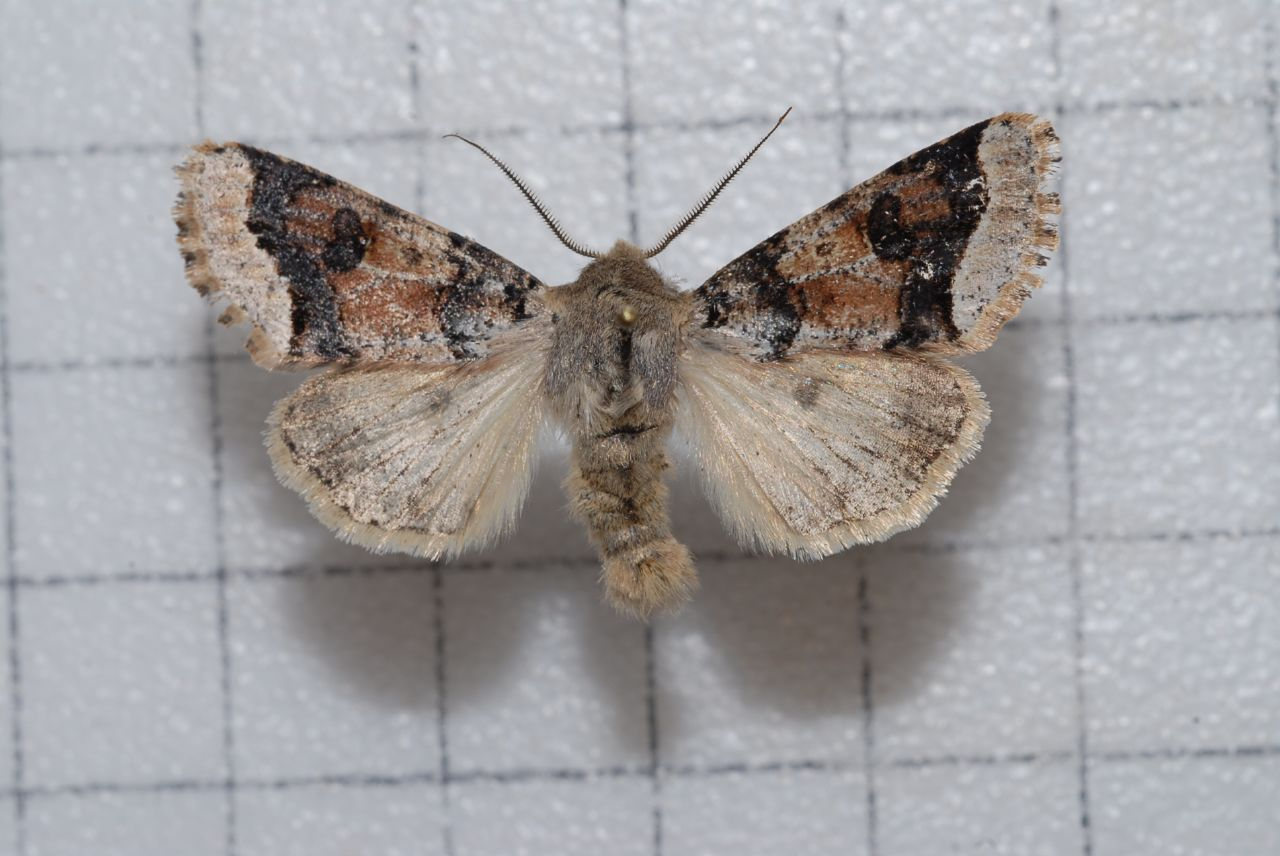